# Zappa
Zappa je monotipski rod riba iz porodice Gobiidae. Jedina vrsta je Z. confluentus iz morskih, slatkih i bočatih voda, a poznata je  samo iz donjih tokova rijeka Fly, Ramu i Bintuni u Novoj Gvineji. Maksimalna dužina joj je 4.4 cm.